# Ксилема

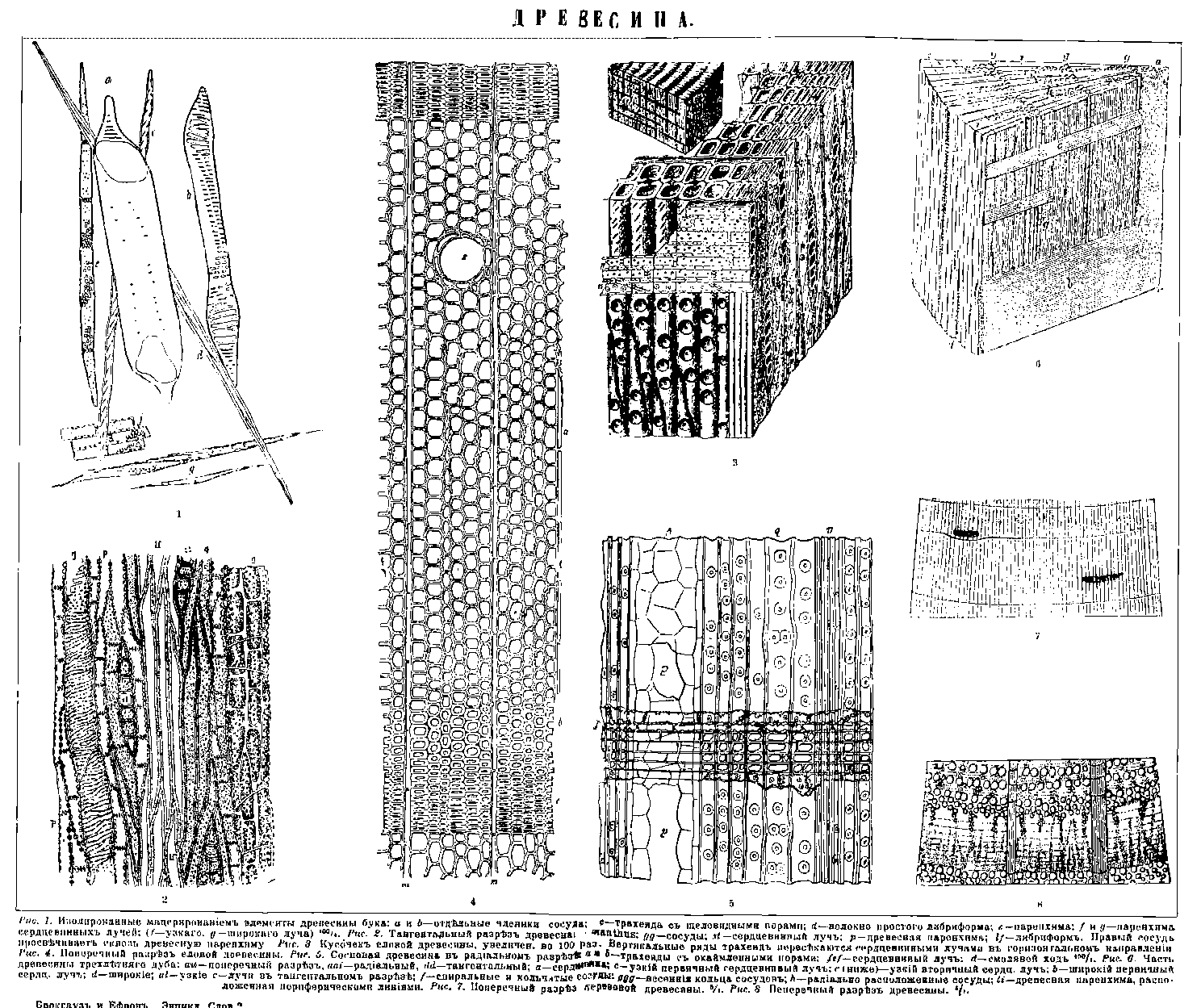
Иллюстрация из ЭСБЕ

Поперечный срез стебля льна:
1. рыхлая сердцевина, 2. протоксилема, 3. ксилема, 4. флоэма, 5. склеренхима, 6. перидерма, 7. эпидерма

Ксиле́ма (от греч. ξύλον — древеси́на) — проводящая ткань плауновидных, папоротниковидных, хвощевидных и семенных растений, обеспечивающая передвижение поглощённой корнями воды с растворёнными в ней элементами минер. питания и фитогормонами, синтезируемыми верхушками корней. Вместе с др. проводящей тканью – флоэмой образует непрерывную разветвлённую систему, пронизывающую всё тело растения – от тончайших корешков до самых молодых побегов. 

## Строение
В состав ксилемы входят гистологические элементы четырёх типов: трахеиды (одиночные лигнифицированные клетки веретеновидной формы), сосуды (длинные трубки, образованные при слиянии ряда клеток), древесинные волокна и паренхимные клетки. У ряда видов сосуды отсутствуют, у остальных видов сосуды развиты по-разному, наибольшего развития достигая у покрытосеменных. Клетки ксилемы объединяются в так называемые проводящие (сосудисто-волокнистые) пучки, которые при рассмотрении стебля в разрезе образуют кольцо.
Основная функция — транспорт воды и растворенных в ней минеральных веществ от корней к листьям (восходящий ток). Однако наряду с физиологической, ксилема играет и структурную роль: она служит опорой органам растения.